# Antônio Bivar
Antônio Bivar, eigentlich Antônio Bivar Battistetti Lima (* 25. April 1939 in Ribeirão Preto, Bundesstaat São Paulo, Brasilien; † 5. Juli 2020 in São Paulo, Brasilien) war ein brasilianischer Dramatiker, Schriftsteller, Schauspieler, Journalist, Drehbuchautor, Exzentriker.
Er war ein Theoretiker des Punk in Brasilien.

## Leben und Wirken
Antônio Bivar wurde in Ribeirão Preto, einer Stadt im Bundesstaat São Paulo, geboren und entschied sich für ein Studium der Theaterwissenschaften. In São Paulo studierte er mit einem Stipendium der Fundação Brasileira de Teatro am Convervatorio Nacional de Teatro. Vor seinem Studium arbeitete der Jugendliche und Heranwachsende als Bürogehilfe und Getränkefahrer.
Sein erstes Stück wurde im Jahr 1964 aufgeführt und war ein großer Erfolg. Es machte ihn zu einem der wichtigsten Vertreter der "Geração de 69", einer Reihe brasilianischer Künstler, die versuchten, eine Gegenkultur zur durch die Militärdiktatur verordnete Kulturpolitik zu schaffen. Sein Erfolg zwang ihn ins Exil, das für ihn seit 1970 London war. Dort lernte er auch die Hippie- und Punkkultur kennen, die er für Brasilien später adaptierte. Er bereiste Europa und die USA und kam nach London, Dublin, Paris und New York.
Es folgten diverse journalistische Tätigkeiten, so nach seiner Rückkehr nach Brasilien arbeitete er Vogue-Homem Brasilien (Vogue Männer), Maximumrockandroll, einem Punkrockmagazin aus den USA, wo er der Brasilienkorrespondent war, für das Magazin Gallery Around Brasil war er der auch tätig, für die Zeitung Folha de São Paulo schrieb er Gastbeiträge und schrieb für die Zeitschriften Flor do Mal und Presença Brasileira.
Nach seiner Rückkehr aus Großbritannien war er hauptsächlich als Dramatiker und Schriftsteller tätig. Später folgte noch eine zweite Reise nach Großbritannien, wo er sich auf die Spuren von Virginia Woolf und der Bloomsbury Group begab. Im Zuge dieser Reise entstand auch ein Buch. Er war bisher einziges brasilianisches Mitglied der Virginia Woolf Society in London.
Insgesamt hat er rund zehn Bücher hinterlassen, drei Drehbücher geschrieben, in einem Film mitgespielt und die eine Rolle in der Rocky Horror Picture Show Aufführung in London gehabt. Inspiration fand er in August Strindberg, Sartre, Edward Albee, Samuel Beckett, Eugène Ionesco.

### Theoretiker des brasilianischen Punk
Durch sein Exil und die Reisen durch und nach Großbritannien wurde er mit der Punkszene und der Hippieszene sowie Beatniks bekannt und nahm sich vor, diese Theorien auch in Brasilien bekannt zu machen. Man spricht von ihm als den wichtigsten Theoretiker dieser Strömungen im 20. Jahrhundert in Brasilien. Er schrieb ein Buch über das Punkwesen allgemein und in Brasilien und schuf ab 1982 mit dem Punkrockfestival O Começo do Fim do Mundo (Der Anfang vom Ende der Welt), Brasiliens erstes Punkrockfestival in São Paulo, dass eines der bedeutendsten Punkfestivals Lateinamerikas ist. Die damals schon schwache Militärdiktatur winkte die Genehmigung durch und sah dem Treiben zähneknirschend zu. Auch schrieb er Bücher über Beatniks wie Jack Kerouac.

### Tod
2014 hatte sich Bivar eine Brustfellentzündung eingeholt, von der er sich nicht mehr richtig erholt hatte. Am 23. Juni 2020 wurde er mit Symptomen von COVID-19 ins Krankenhaus Sancta Maggiore in São Paulo gebracht, wo er am 5. Juli 2020 im Alter von 81 Jahren an den Folgen von Komplikationen mit der Corona-Erkrankung verstorben ist.
Zeitlebens lebte er sehr arm, ohne Frau und Kinder zurückgezogen in den letzten Jahren in São Paulo.

### Auszeichnungen (Auswahl)
- Prêmio Molière (Molière-Preis), 1968.
- Prêmio Governador do Estado de São Paulo para a Cultura, 1968.

### Trivia
- Während seines Studiums in São Paulo soll er Rudolf Nurejew kurzzeitig kennengelernt haben, der für ein Gastspiel in der Stadt gewesen ist und am Institut auch auftrat.
- Bivar soll LSD in Brasilien bekannt gemacht haben.

## Werk

### Schriftsteller (Auswahl)
- O que as Punk?, 1982. (Was ist Punk?).
- Verdes vales do fim do mundo, 1984. (Reisebuch über seine Europareise).
- Chicabum. Romance, 1991. Roman
- Yolanda, 2004. (Biographie über die Folklegende Yolanda Penteado).
- Bivar na Corte de Bloomsbury, 2005. (Sachbuch über die Bloomsbury Group).
- Jack Kerouac. O rei dos beatniks, 2005.
- Mundo Adentro Vida Afora, 2014. (Memoiren).
- Perseverança, 2019.

### Dramatiker (Auswahl)
- Cordelia, 1968.
- Abre a janela e deixa entrar o ar puro e o sol da manhã, 1968.
- O Cão Siamês de Alzira Porra-Louca, 1969.
- Quarteto, 1976.
- Gente Fina é Outra Coisa, o. J. Komödie.

### Drehbuchautor
- Cordelia, Cordelia", 1971, (nach seinem gleichnamigen Theaterstück).
- A Carne,  (Das Fleisch), Spielfilm, Brasilien, 1975.
- Diverse Episoden der Serie "TV Leezao", ab 1991.

### Rollen als Schauspieler
- Carnaval da Lama, Spielfilm Brasilien, 1975 (Hauptrolle).
- The Rocky Horror Picture Show, als Riff-Raff in einer Londoner Aufführung, Saison 1976.